# USS Pampanito (SS-383)
Za druga plovila z istim imenom glejte USS Pampanito.
USS Pampanito (SS-383) je bila jurišna podmornica razreda balao v sestavi Vojne mornarice Združenih držav Amerike.